# 新月牙兒 (印度電影)
《新月牙兒》（英語：Moondram Pirai）是一部1982年印度泰米爾語浪漫劇情片，由巴卢·马亨德拉執導、編劇及掌鏡，卡茂爾·哈桑與詩麗黛瑋主演。電影講述一名少女（詩麗岱瑋飾演）在一次事故中失去了記憶，被人賣入了妓院。一名好心腸的教師（哈桑飾演）將她救出並藏在鄉間。後來教師愛上了這個少女，她漸漸恢復了記憶，但卻不意識到正是教師的相救才使她脫離了火坑。
本片是G·泰亞加拉詹與C·薩拉瓦南（G. Saravanan）的薩蒂亞·喬蒂電影公司製作的首部電影。電影在乌塔卡蒙德、凯蒂和班加羅爾拍攝而成。電影音樂由伊萊雅拉賈譜寫，坎納達桑、瓦伊拉穆圖和甘蓋·阿馬蘭作詞。本原聲帶還收錄了坎納達桑在1981年去世前錄製的最後一首歌曲。
《新月牙兒》1982年2月19日在印度上映，並獲得好評。本片取得了票房成功，上映時間超過一年。《新月牙兒》收穫了兩座印度國家電影獎：哈桑的最佳男主角以及馬亨德拉的最佳攝影；還獲得了南印度電影觀眾獎的最佳泰米爾導演（馬亨德拉），以及五座泰米爾納德邦電影獎，包括最佳電影（三等獎）、最佳男主角（哈桑）與最佳女主角（詩麗岱瑋）。馬亨德拉將本片以印地語重拍成《迷失》（1983年），哈桑、詩麗黛瑋和西麗克·史密莎重新出演了各自的角色。

## 演員
- 卡茂爾·哈桑飾演「西努」R·斯里尼瓦斯（R. Srinivas "Cheenu"）
- 詩麗黛瑋飾演巴賈拉克什米／「維吉」維賈亞（Bhagyalaksmi / Vijaya "Viji"）
- Y·G·馬亨德蘭（英语：Y. G. Mahendran）飾演斯里尼瓦斯之友[3]
- 西麗克·史密莎飾演維斯瓦納坦夫人（Mrs. Viswanathan）
- 甘地瑪蒂（英语：Gandhimathi）飾演妓院老鴇[3]
- 普爾納姆·維斯瓦納坦（英语：Poornam Viswanathan）飾演維斯瓦納坦先生（Mr. Viswanathan）
- S·R·維拉拉加萬（S. R. Veeraraghavan）飾演維達恰蘭（Vedachalam）[3]
- J·V·拉瑪納·穆爾蒂（英语：J. V. Ramana Murthi）飾演阿育吠陀人士[3]
- K·納塔拉吉（英语：K. Natraj）飾演納塔拉詹（Natarajan）

## 獎項
據G·泰亞加拉詹所述，詩麗黛瑋曾是備受看好的印度國家電影獎最佳女主角競爭者，但由於政治原因輸給了莎班娜·亞茲米，「《意義》的製片人曾遊說莎班娜·亞茲米獲獎，當我們得知此消息時，為時已晚。」
| 獎項                     | 類別               | 得獎者        | 來源  |
| ------------------------ | ------------------ | ------------- | ----- |
| 第30屆印度國家電影獎     | 最佳男主角         | 卡茂爾·哈桑   | [ 5 ] |
| 第30屆印度國家電影獎     | 最佳攝影           | 巴卢·马亨德拉 | [ 5 ] |
| 第30屆南印度電影觀眾獎   | 最佳泰米爾導演     | 巴卢·马亨德拉 | [ 6 ] |
| 1982年泰米爾納德邦電影獎 | 最佳電影（三等獎） | 《新月牙兒》  | [ 7 ] |
| 1982年泰米爾納德邦電影獎 | 最佳男主角         | 卡茂爾·哈桑   | [ 7 ] |
| 1982年泰米爾納德邦電影獎 | 最佳女主角         | 詩麗黛瑋      | [ 7 ] |
| 1982年泰米爾納德邦電影獎 | 最佳代唱男歌手     | K·J·耶蘇達斯  | [ 7 ] |
| 1982年泰米爾納德邦電影獎 | 最佳代唱女歌手     | S·賈納基      | [ 7 ] |

## 外部連結
- 互联网电影数据库（IMDb）上《新月牙兒》的资料（英文）